# John Ireland (kompositör)
John Nicholson Ireland, född 13 augusti 1879 i Bowdon nära Altrincham utanför Manchester, död 12 juni 1962 i Washington, West Sussex, var en brittisk kompositör.

## Biografi
Irelands tidiga verk är starkt påverkade av Johannes Brahms, men 1917 fann han sitt eget uttryck med sin andra violinsonat, som väckte så stor entusiasm att förläggarna stod i kö för att få lov att utge den. 
Han skrev en pianokonsert 1930, som nästan aldrig framförs. Han tonsatte dessutom några pianoverk samt några få orkesterverk. Hans väsentligaste produktion ligger inom kammarmusik och vokalmusik (såväl körmusik som  solosånger.